# 川崎鶴見臨港バス神明町営業所

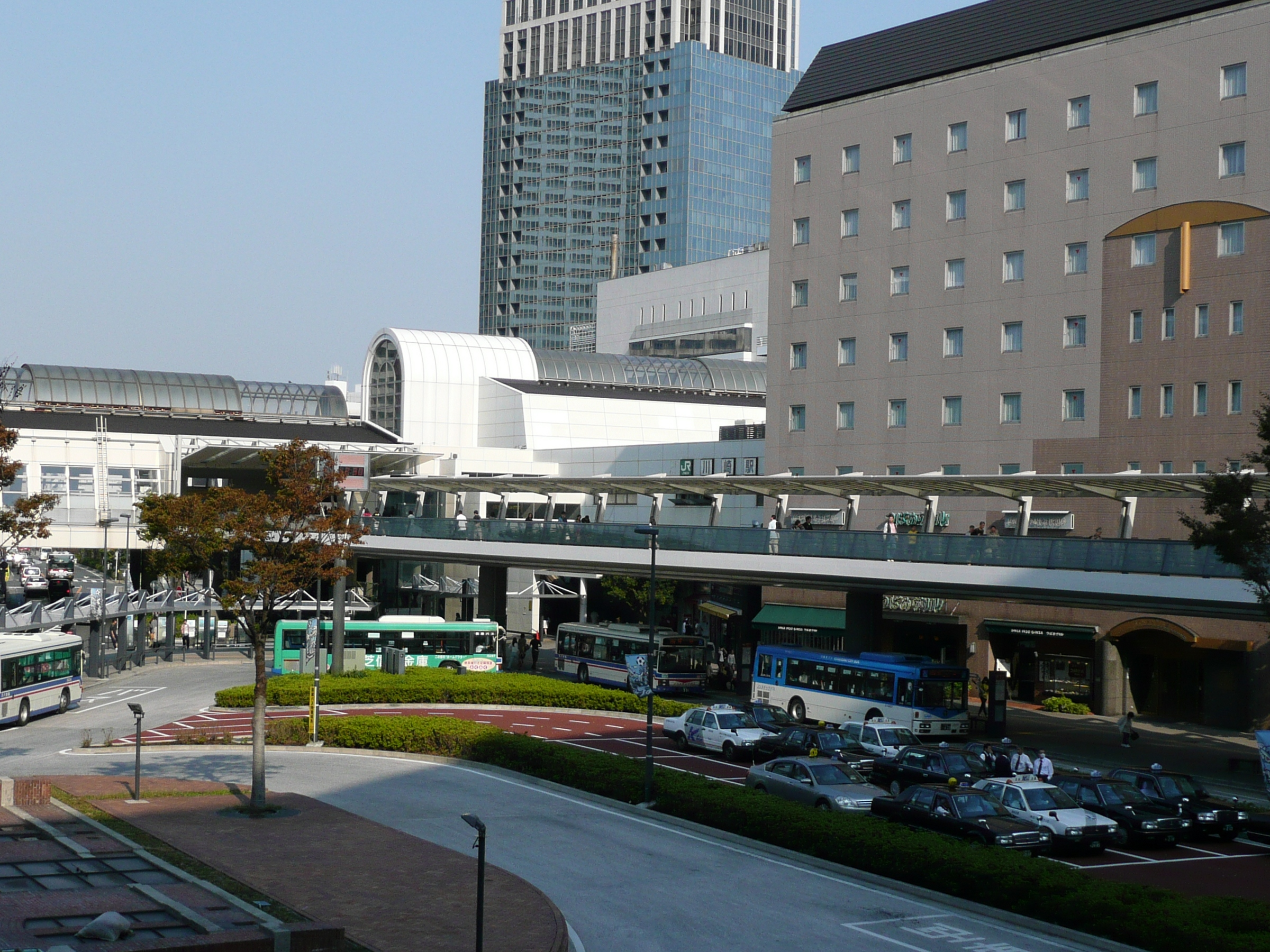
川崎駅西口バスのりば

川崎鶴見臨港バス神明町営業所（かわさきつるみりんこうバスしんめいちょうえいぎょうしょ）は、神奈川県川崎市幸区神明町に所在する川崎鶴見臨港バスの営業所。営業所記号はS。
主に幸区内の路線を担当する。臨港バスの営業所の中で運行路線が最多で営業エリアが最も広い。川崎駅・鶴見駅ともに東口・西口の双方に乗り入れ路線を抱え、特に川崎駅西口を発着する臨港バス路線はすべて神明町営業所の担当である。
2017年6月4日まで、アクアライン高速バスや横浜駅 - 東扇島地区、横浜駅 - 浮島・小島地区の通勤高速バスも担当していた。
2010年3月までは臨港グリーンバス川崎営業所を併設しており、全路線の運行を同営業所に委託していた。

## 沿革
- 1955年（昭和30年）
  - 8月12日：神明町営業所を開業[2][3]。
  - 9月23日：神明町営業所を新設[2]
- 1972年8月25日：元住吉営業所廃止に伴い、一部路線を移管される[4]。
- 1976年7月27日：神明町営業所新築工事完成[5]。
- 1979年12月22日：土曜日ダイヤ実施（神明町営業所から）[6]。
- 2001年4月1日：臨港グリーンバスへの運行委託を開始[3]。
- 2003年11月16日：川54の委託をもって、全路線の臨港グリーンバスへの委託完了。
- 2007年3月18日：PASMOサービス開始に伴い導入。
- 2010年4月1日：臨港グリーンバス川崎営業所の自社運行路線・委託路線を当営業所が継承。
- 2018年3月15日：定期券発売業務を休止。
- 2019年6月17日：定期券発売業務を再開。

## 現行路線

### 川50系統（川崎鶴見線）
- 川50：川崎駅西口 - 南幸町 - 新鶴見橋 - 別所 - 三ツ池口 - 東寺尾 - 鶴見駅西口
- 川50：川崎駅西口 - 南幸町 - 東部病院
- 川50：国道尻手 → 別所 → 三ツ池口 → 東寺尾 → 鶴見駅西口（朝2本のみ）
- 川50：鶴見駅西口 → 東寺尾 → 三ツ池口 → 別所 → 国道尻手（夜1本のみ、2023年2月1日から[7]）

川崎駅西口より第二京浜（国道1号）、鶴見獅子ヶ谷通り（横浜市主要地方道85号鶴見駅三ツ沢線。途中、響橋を渡る）などを経由して鶴見駅西口へ至る路線である。沿線に県立鶴見高等学校、白鵬女子高等学校等があるため、朝夕は大変混雑する。2007年3月30日より横浜市東部病院開院のため、平日の半数、土休日の一部（朝夕のみ）東部病院行きが運行されている。毎日早朝2本は川崎駅西口始発ではなく国道尻手始発の便がある（国道尻手発が平日5:42及び5:58、土休日5:35及び5:58）。これは神明町車庫から回送で出発しそのまま国道1号線を走るためだが、バス側面行先表示は川崎駅西口発である。別所 - 鶴見駅西口間は鶴05・06と同じ経路をとる。中型車が全廃するまでは、基本的に鶴見駅西口発着便は大型車、東部病院発着便は中型車が主に使用されていた。
2023年2月1日から夜間の鶴見駅西口発川崎駅西口行が1本国道尻手止りに変更される。
朝は約8分間隔、日中は約15分間隔で運行される。
かつては鶴見営業所との共管路線だった。

### 川51系統（川崎綱島線）
- 川51：川崎駅西口 - 尻手駅前 - 末吉橋 - 一の瀬 （→ 綱島駅入口）- 新綱島駅
- 川51：新綱島駅 → 一の瀬 → 末吉橋 → 尻手駅前（2023年11月1日から）[9]

川崎駅西口を出ると尻手黒川道路を末吉橋まで走行し、鶴見川を渡り横浜市営バスの13系統と同じ一の瀬経由で新綱島駅に至る。横浜市北部地区と川崎駅を直接結び、乗客が多い。鶴見川を末吉橋と大綱橋の2ヵ所で渡るという点で珍しい路線であり、川崎駅西口 - 末吉橋西詰間が川崎市内運賃、末吉橋西詰 - 新綱島駅間が横浜市内運賃の適用区間となる。
一時期は9m級の中型車も使用されていたが、乗客が多く積み残しが発生しやすいこともあり、現在は基本的に一般の大型車が使用されている。
かつては鶴見営業所との共管路線だった。また、臨港グリーンバスが存在した頃は同社の直営路線であった。臨港グリーンバス解散に伴い、2010年4月1日に臨港バス本体に復帰して現在に至る。
新型コロナウイルス流行後ダイヤ改正により減便を行ったものの、需要が余り減らなかったのか臨時便を走らせることもあった。
2023年11月1日から綱島駅発尻手駅前止まりの入庫便が設定された。
2023年12月23日から綱島駅高架下バスターミナルから新綱島駅発着に変更され、綱島駅入口は新綱島駅行のみの降車専用停留所となった。

### 川53系統（末吉橋線）
- 川53：川崎駅西口 - 尻手駅前 - 末吉橋 - 北加瀬（ → 苅宿 → ／ ← 木月四丁目 ← ）元住吉

川崎駅西口より尻手黒川道路などを経て元住吉へ至る路線である。北加瀬より先は反時計回り運行となる（後述する川54も同様。川60・61、元02は時計回り運行）。尻手駅前 - 末吉橋間で横浜市内を通るが全線で川崎市内運賃が適用される（後述の川56・57系統も同様）。
川崎駅西口バスターミナルが開設される以前は、川54系統と同様に東口発着（柳町経由）であった。また系統番号が付番されるまでは、黄色地に「末吉橋経由」と書かれた札を運転席上部に掲げていた。
朝約10分、日中約20分、夕方約12分間隔で運行されていたが、川56及び川57系統が新設されると大多数の便が置き換えられて平日ダイヤは朝・夕方のみ運行、土曜・休日ダイヤは朝2本のみ運行となり、2020年4月27日から、新型コロナウイルス感染症の流行の影響により、平日も朝2本のみ運行となった。2020年7月10日以降は平日2本、土休日1本のみの運行となり、2023年11月1日からは平日も朝1本のみとなった。

### 川54・55系統（江ヶ崎線）
- 川54：川崎駅西口 - 尻手駅前 - 江ヶ崎 - 小倉下町（ → 小倉神社裏 → ／ ← 小倉神社前 ← ） - 北加瀬（ → 苅宿 → ／ ← 木月四丁目 ← ）元住吉
  - 早朝には江川町始発元住吉行き、越路始発川崎駅西口行きの区間便あり
- 川54：川崎駅西口 → 尻手駅前 → 小倉下町 → 小倉神社裏 → 越路 → 谷戸（夜間運行） 〔深夜バスあり（※運休中）〕
- 川55：川崎駅西口 - 尻手駅前 - 江ヶ崎 - 小倉下町（ → 小倉神社裏 → ／ ← 小倉神社前 ← ） - 北加瀬 - 苅宿 - 小杉駅東口 - 横須賀線小杉駅（2019年3月16日から[15]）
- 川55：横須賀線小杉駅 → 小杉駅東口 → 苅宿 → 北加瀬 → 小倉下町 → 小倉陸橋（2023年11月1日から）[9]

神明町営業所の主力路線。尻手駅前 - 小倉下町間で横浜市内を通るが全線で川崎市内運賃が適用される。元は1938年（昭和13年）12月 に日吉乗合自動車の路線（川崎駅西口 - 尻手駅 - アセチレン前 - 変電所前 - 末吉橋 - 住友ベークライト前 - 南加瀬 - 東前 - 越路 - 北加瀬間 5.75 km）として開業した。1943年（昭和18年）9月1日付で臨港バスに買収された 後、幾多の改変を経て1951年（昭和26年）8月16日に元住吉まで延伸、1953年（昭和28年）7月7日に路線延伸で元住吉から先の循環経路も形成され、現在の路線の原型が完成した。
その後、この路線を中心として、川崎駅から西へ向かう路線が続々と開設されていった。
川崎駅西口バスターミナルが開設される以前は東口発着（柳町経由）であった。また、系統番号が付番されるまでは黄緑色地に「江ヶ崎経由」と書かれた札を運転席上部に掲げていた。
また別途西口発着として川81が存在しており、この系統は川崎駅西口バスターミナル完成前に、唯一西口から発着する臨港バスの路線であった。川崎駅西口バスターミナルの完成に伴い川81系統の名称は川54系統に統一された。2021年現在、川81は川崎市バス（上平間 - 下平間 - 幸区役所入口 - 幸警察署前 - 川崎駅西口間）が使用している。

1997年までは東急バス鹿島田線（川崎駅 - 平間銀座 - 越路 - 日吉駅）も川54系統として運行されており、全く関係ない別々の路線で同一の系統番号が使用される状態になっていた上、越路 ‐ 三菱自動車前（現在の三菱ふそう前）間で並走していたが、東急バス鹿島田線の廃止により系統番号の重複は解消された。
2019年3月16日のダイヤ改正で、川54と杉51・杉52を再編して川55系統を新設することになった。これにより川54は早朝・夜間帯のみの運行となった。杉51・杉52系統は西加瀬経由と石神橋・元住吉経由に分かれていたが、川55系統は全便西加瀬経由となっている。
終日の本数も多く、日中 - 夕方にかけても約10～16分間隔と高い頻度で運行されているが、道路の混雑率が高いところを通るため、定時運行が非常に難しい路線となっている。小倉神社付近の道路は一方通行のため、下り・上りで経路が異なる。
早朝時間帯は、江川町発元住吉経由川崎駅西口行き、越路発川崎駅西口行きなど、直接出庫ルートからの区間便も運行されている。また、終バス近くになると谷戸止まりの便も運行され、深夜バスは谷戸行きで運行される。これは元々北加瀬に臨港バスの折返場があり（日吉乗合自動車の名残）、夜遅い便はここを終点としていたのだが、折返場の廃止に伴い塚越線谷戸バス停を北加瀬折返場の代わりとして終点にしたものである。谷戸で降車扱い後はそのまま回送入庫となる。北加瀬折返場跡地は臨港エステート所有の賃貸店舗（リンコー北加瀬ビル・上州屋川崎北加瀬店） となっている。2022年7月1日のダイヤ改正で、川54系統の全区間を運行する便が夜間1往復のみとなった。2023年11月1日のダイヤ改正で川54系統の全区間を運行する便が平日の夜間1往復のみとなった。
川55は、2015年7月12日までは川崎市バス（江川町 → 小倉下町 → 新川崎駅 → 塚越 → 幸警察署前 → 柳町 → 川崎駅前）が使用していた。
2023年11月1日から、出庫便で朝に江川町発横須賀線小杉駅行、入庫便で夜に横須賀線小杉駅発小倉陸橋止まりが設定され、土休日の日中帯の半数が小杉駅東口折返しとなっている。

### 川56（矢向末吉橋循環線）・川57系統（末吉橋矢向循環線）
- 川56：（内回り）川崎駅西口 → 幸警察署前 → 矢向駅前 → 夢見ヶ崎動物公園前 → 江川町 → 末吉橋 → 尻手駅前 → 川崎駅西口
- 川56：（内回り）静翁寺前 → 矢向駅前 → 夢見ヶ崎動物公園前 → 江川町 → 末吉橋 → 尻手駅前 → 川崎駅西口（2023年2月1日から[7]）
- 川57：（外回り）川崎駅西口 → 尻手駅前 → 末吉橋 → 中之原住宅前 → 夢見ヶ崎動物公園前 → 矢向駅前 → 幸警察署前 → 川崎駅西口

同営業所管轄路線の川53系統と川61系統を合わせる形で循環線を作る形を取っている。そのため、この路線の新設時に上記2系統の本数が大幅に削減されて現在に至る。日中時間帯は南加瀬交番前→末吉橋間、末吉橋→中之原住宅前間を走行する唯一の路線となる。尻手駅前 - 末吉橋間、神田 - 矢向駅前 - 静翁寺前間で横浜市内を通るが全線で川崎市内運賃が適用される。
2023年11月1日以降の運行間隔は、平日は川56が11 - 22分間隔、川57が13 - 40分間隔、土曜・休日は川56が15 - 40分間隔、川57が15 - 42分間隔の運行となっている。
川崎駅西口⇔幸警察署前および小倉⇔南加瀬住宅前間は川崎市バス川66系統、小倉→江川町→南加瀬交番前間は川崎市バス川83系統と並走する。小倉→神田間の夢見ケ崎第5号線から夢見ケ崎第6号線への左折は川57・川61・川69の路線バスのみが可能となっている。
2020年3月までは、平日はそれぞれ6 - 16分間隔、土曜・休日は14 - 20分間隔で運行されており、平日は川56系統は19時台、川57系統は20時台が最終便となっていた。川53系統・川61系統が夕方から夜の時間帯に運行本数が増えたためである。
川56系統と川57系統で、経路は内回り・外回りの関係となっているが、川57系統は経路の都合上「江川町」停留所には停まらない。川56系統も他系統と異なり、川69系統とともに川崎市バス川83系統と同じ停留所に停車する。
方向幕車は当路線独特の正面の行き先表示となっており、主な経由地を内回りまたは外回りの矢印で表記していたが、2013年の車両更新時に方向幕車は全廃となった。LED表示車は方向幕と同じ表現ができないので、川56系統は「矢向末吉橋循環」、川57系統は「末吉橋矢向循環」と大きく表示し、正面はその上に川56系統は「矢向駅→末吉橋→川崎駅西口」、川57系統は「末吉橋→矢向駅→川崎駅西口」と表記している。2022年7月1日から川56系統は江川町から「川56 末吉橋 川崎駅西口」、川57系統は南加瀬住宅前から「川57 矢向駅 川崎駅西口」と表示するようになった。2023年2月1日から始発便が静翁寺前始発で運行される。
新型コロナウイルス感染症の流行の影響により、2020年4月27日から平日も終日運行となった。

### 川60系統（塚越線）
- 川60：川崎駅西口 - 幸警察署前 - 塚越（ → 鹿島田駅入口 → ／ ← 下平間 ← ）鹿島田駅前 - 新川崎駅 - 北加瀬（ → 木月四丁目 → ／ ← 苅宿 ← ）元住吉
- 川60：川崎駅西口 - 幸警察署前 - 塚越（ → ／ ← 下平間 ← ）鹿島田駅入口
- 川60：川崎駅西口 - 幸警察署前 - 塚越（川崎駅西口発深夜バス運行あり）
- 川60：川崎駅西口 → 幸警察署前 → 神明町車庫

川崎駅西口から塚越までの路線に加え、塚越から先、鹿島田駅入口行き（鹿島田循環線）や鹿島田駅・新川崎駅を経由して元住吉に至る便も存在する。その内、元住吉までの便は川53系統・川54系統とは逆に木月四丁目から先に回り、西加瀬を後に回る。なお、塚越までは川崎市バス（川66・川83）も併走するため、この区間の1時間の本数は合わせて7本以上とかなりの高頻度で運行されている。
川崎駅西口 - 塚越の区間便は、塚越から入庫回送及び、営業所から出庫で塚越発川崎駅西口行きとして組まれている。
西口バスターミナルが開設される以前は川54系統と同様に東口発着（柳町経由）であった。また、系統番号が付番されるまでは橙色地に「鹿島田駅経由」と書かれた札を運転席上部に掲げていた。
2012年の春頃に、LED表示のみ塚越→川崎駅西口、鹿島田駅入口→川崎駅西口（鹿島田循環線復路）の表示が新設された。
川崎駅西口から神明町営業所の入庫便も川60系統と名乗る。出庫便は回送で幸警察署前より営業を開始し、川崎駅各方面に向かう便で川61系統となる（矢向線を参照）。
平日のみ川崎駅西口発塚越行きの深夜バスが運行されているが、2020年4月27日以降は新型コロナウイルス感染症の流行の影響により運休中である。2020年7月9日までは早朝時間帯に営業所から新川崎駅まで回送出庫され、新川崎駅発元住吉経由川崎駅西口行きが運行されていた。2020年7月10日のダイヤ改正で、川崎駅西口⇔鹿島田駅入口が毎時2本程度、川崎駅西口⇔元住吉が9時台から16時台までの5往復と大幅に減便となり、10月1日のダイヤ改正で川崎駅西口⇔元住吉について平日は1日1本となった。12月16日のダイヤ改正で土休日は4往復となった。2023年11月1日のダイヤ改正で平日は午前・午後1往復ずつの2往復となり、神明町車庫行の最終バスが設定された。

### 川61系統（矢向線）
- 川61：川崎駅西口 - 幸警察署前 - 矢向駅前 - 夢見ヶ崎動物公園前（ → 江川町 → ／ ← ひがし前 ← ）北加瀬（ → 木月四丁目 → ／ ← 苅宿 ← ）元住吉
- 川61：川崎駅ラゾーナ広場 - 中幸町 - 幸警察署前 → 神明町車庫
- 川61：川崎駅前（東口）- 中幸町 - 幸警察署前 → 神明町車庫
- 川61：幸警察署前 → 川崎駅西口
- 川61：南幸町二丁目 → 柳町 → 川崎駅前（東口）（平日早朝1本のみ）

川崎駅西口から矢向駅を経由して、元住吉まで至る便である。この路線のみ復路は越路を出ると左折し、ひがし前を経由して夢見ヶ崎動物公園前方面に出るルートになっている。元々はひがし前を経由するのが日吉乗合自動車時代からのメインルートであったが、ひがし前方面から尻手黒川道路に右折進入できなくなったため、南加瀬住宅前 - 越路間は往復で経路が異なる。北加瀬を出ると川60系統同様、木月四丁目を先に回る（時計回り）運行になっている。川崎市バスの新城線と往路は小倉 → 北加瀬間、復路は木月四丁目 → 越路間、南加瀬住宅前 → 小倉間で重複する。
また、この系統は神明町車庫から回送出庫で幸警察署前からの営業路線の路線も持っており、特に多いのが川崎駅西口行きとなっている（行先表示は矢向駅経由元住吉循環の復路表示か「川61 川崎駅西口」のどちらかで運行）。
西口バスターミナルが開設される以前は東口発着であった（この系統だけ中幸町経由）。また、系統番号が付番されるまでは白色地に「矢向駅経由」と書かれた札を運転席上部に掲げていた。
中幸町経由の川崎駅前行きが平日土曜の朝に1本、川崎駅ラゾーナ広場行きが平日1本、平日早朝1本のみ柳町経由の川崎駅東口行き、川崎駅前発中幸町経由神明町車庫行きが平日朝1本、川崎駅ラゾーナ広場発中幸町経由神明町車庫行きが平日1本設定されている。川02系統への入出庫として存在したが、川02系統が2021年3月16日に塩浜営業所に移管されたことに伴い、神明町車庫⇔川崎駅前、神明町車庫⇔川崎駅ラゾーナ広場を1往復するだけの運行となった。これらは、現在は川崎駅西口・川崎駅ラゾーナ広場から発着している路線のほとんどが川崎駅東口から柳町経由（矢向線は中幸町経由）で発着していた頃の名残である（同様の路線に川崎市バス上平間営業所所管の川55系統が存在した）。
新型コロナウイルス感染症の流行の影響により、2020年4月27日から7月9日まで後述の川69・元02が運休となり、川61が平日朝の時間帯も運行されていた。
2020年7月10日から大幅に減便となり、平日2往復（うち1往復は元02への出庫便と元02からの入庫便）、土曜は1往復と江川町止まりが1本、日曜は1往復と江川町止まりが2本のみとなった。2020年12月16日から、休日日中の江川町止まりが川56となったため、江川町止まりの運行は土休日1本のみとなった。2023年11月1日からは川56の最終バスが土休日も同じ時刻で運行されるため、江川町止まりがなくなった。2020年7月9日までは終バス時間帯のみ、2020年7月10日から2023年10月31日までは土曜・休日のみ運行された江川町行は川56・川69と同じ停留所に停車していた。

### 川69系統（小倉循環線）
- 川69：川崎駅西口 → 幸警察署前 → 矢向駅前 → 夢見ヶ崎動物公園前 → 江川町 → 小倉神社前 → 矢向駅前 → 幸警察署前 → 川崎駅西口（循環運行）
- 川69：江川町→ 小倉神社前 → 矢向駅前 → 幸警察署前 → 川崎駅西口（2023年10月31日まで）

1986年10月1日運行開始。平日朝の時間帯のみ運行される路線。川54系統と川61系統を合わせたような路線となっている。川69系統が運行されている時間帯は川61系統の元住吉方面の運行はない。小倉→江川町→小倉陸橋間は川崎市バス川83系統と重複する。
LEDの表示は南加瀬住宅前まで「川69 小倉循環」、江川町からは「川69 矢向駅経由 川崎駅西口」となる。
2020年3月までは川崎駅西口発の運行本数は4循環あった。新型コロナウイルス感染症の流行の影響により、2020年4月27日から7月9日まで運休となっていた。2020年7月10日のダイヤ改正で江川町→川崎駅西口が1本、循環運行は1本のみとなった。2023年11月1日ダイヤ改正で循環運行の1往復のみとなった。

### 元02系統（元住吉小倉循環線）
- 元02：元住吉 → 苅宿 → 北加瀬 → 新川崎交通広場 → 夢見ヶ崎動物公園前 → 江川町 → 北加瀬 → 木月四丁目 → 元住吉

平日朝に計3本のみ運行される循環路線。途中の北加瀬を境に元住吉側、小倉側それぞれ片方向を時計回りに運行し、ルート全体を見ると8の字型を形成して循環する。
始発便は川崎駅西口から北加瀬まで川61系統元住吉行で運行し石神橋から元02の循環運行に入り、終発便で石神橋から川61系統川崎駅西口行で運行される。行先表示は石神橋で「元住吉経由 新川崎交通広場・小倉方面」、元住吉からは「新川崎交通広場・小倉方面」、新川崎交通広場からは「小倉経由 元住吉」となる。後述の日95は新川崎交通広場 - 小倉間にある杉山神社入口停留所に停車するが、元02は停車しない。
2020年3月までは平日朝のみ7本運行されていたが、新型コロナウイルス感染症の流行の影響により2020年4月27日から運休となり、2020年7月10日から平日の運行が再開されたが、元02としての運行は3循環に減便された。

### 原62系統（中原線）
- 原62：中原駅前 （ → 中原駅入口 → / ← ）- 大戸小学校 - 井田中ノ町 - 元住吉（ - 苅宿 - 北加瀬 - 新川崎交通広場）（朝・夕のみ運行）

元住吉営業所所管の川崎駅 - 元住吉 - 中原駅の路線が前身。元住吉営業所の廃止後に当営業所へ移管された。系統番号は川62系統と付番された後、平成に入ってから新川崎駅入口までに短縮され、原62系統となった。臨港バスの一般路線で最も内陸部まで入る路線で、大戸小学校前 - 井田中ノ町間は当系統のみが運行される独自区間である。
南武線の武蔵中原駅付近の立体交差化が完了するまでは、中原街道に南武線の開かずの踏切が存在したため、定時運行確保の目的から一部便は中原駅行きではなく大戸小学校行きとして運行され、元住吉方面に折り返していた。
2015年4月1日からは中原駅前 - 元住吉間の折り返し運行をメインとし、出入庫を兼ねる一部便のみ新川崎交通広場発着で設定されていた。元住吉折返便は木月四丁目から元住吉駅側の元住吉停留所に停車すると元住吉駅交差点を右折し、労災病院前を経由して元住吉停留所に戻るため、元住吉停留所を2度経由することになる。
狭隘道路を走行するため中型車で運行されていたが、中型車の消滅に伴い大型車で運行されている。
2020年7月9日までは朝夕のみの運転となっており、新川崎駅入口行きや鹿島田陸橋、新川崎駅入口始発便が一部設定されていた。2020年7月10日からは土曜朝のみ新川崎交通広場⇔中原駅1往復、元住吉⇔中原駅2往復に減便された。2023年11月1日のダイヤ改正で毎日運行に戻り、朝に新川崎交通広場⇔中原駅、元住吉⇔中原駅各1往復、夕方に新川崎交通広場⇔中原駅1往復となった。

### 鶴11（三角線）
- 鶴11: 鶴見駅東口 - 三ッ池道 - 末吉橋西詰 - 江ヶ崎

2007年4月1日より、横浜市営バスから72系統（鶴見駅 - 江ヶ崎線）を「横浜市生活交通バス路線維持制度」によって移譲され、系統番号を変えた上で、鶴11系統（三角線）として営業開始した。途中まで横浜市営バス13系統と並行するため、本数は1 - 2時間に1本と少なく、終車は18時台と早く合計10往復の設定。
臨港バスの現行路線で、鶴見駅「東口」から内陸部へ向かう路線はこの路線のみである。江ヶ崎八幡、江ヶ崎の各停留所を経由する他系統は川崎市内運賃の適用区間であるが、当系統は全区間で横浜市内運賃が適用される。
江ヶ崎付近は一方向の循環経路となっており、江ヶ崎八幡から乗車の場合は江ヶ崎を越えて鶴見駅東口まで乗車することが可能である。車両は中型車をよく使用していたが1S420,1S421が除籍されたのを最後に神明町から中型車が消滅。大型車での運行に統一された。
また、末吉橋西詰バス停は川51や横浜市営バス13系統が使用しているバス停とは位置が異なる。
2022年10月1日より、出庫便として江ヶ崎八幡発鶴見駅東口行が2本、入庫便として鶴見駅東口発江ヶ崎止が2本設定され鶴見駅東口発の江ヶ崎循環運行が8本に変更される。

### 日95系統（新川崎日吉線）
- 日95：日吉駅東口 - 宮前西町 - 江川町（日95） - 夢見ヶ崎動物公園前 - 新川崎交通広場（2015年4月1日運行開始・東急バスと共同運行）

東急線・横浜市営地下鉄グリーンライン日吉駅と横須賀線新川崎駅を結ぶ路線として、2015年4月1日に運行開始した。東急バス新羽営業所との共同運行で、両社合わせて25 - 35分間隔の運行。
一本橋、江川町は他の臨港バスの路線と場所が異なり、東急バス日93・日94系統と同じ停留所を使用する。臨港バスの路線図、バス車内での停車案内では一本橋（日95）、江川町（日95）と表記される。当系統の運行開始により、日吉駅と新川崎駅間の利便性が大幅に向上された。
運賃は日吉駅東口 - 江川町間は横浜市内運賃区間、江川町 - 新川崎交通広場間は川崎市内運賃区間で、江川町を跨いで乗車する場合は横浜市内運賃を適用していたが、2023年3月16日以降は川崎市内運賃が改定されたため全区間で大人220円、小児110円となった。2024年3月24日の東急バスの運賃改定で東急バスが大人230円・小人120円（IC 115円）、2025年3月18日の運賃改定で、臨港バスが大人240円・小人120円に改定され、運行会社によって運賃が異なる状態になっている。

当系統のみが利用できる共通定期券も発売される（ただし、発売はスマートフォンアプリの「バスもり!」（通勤大人）、「RYDE PASS」（通勤、通学、障害者、小児）のみ）。2024年3月24日以降、運行会社により運賃が異なる状態になっているが共通定期券については据え置きとなっている。
なお、2025年6月30日をもって共通定期券の発売を終了する（有効期限まで使用可能）。

## 廃止・移管路線

### 一般路線

#### 元01系統（元住吉新川崎循環線）
- 元01：元住吉 → 苅宿 → 北加瀬 → 新川崎駅入口 → 鹿島田陸橋 → 北加瀬 → 木月四丁目 → 元住吉

朝夕ラッシュ時の南武線の塚越踏切及び鹿島田踏切による渋滞により、川60系統の定時運行が困難となっていたため、鹿島田駅・新川崎駅付近を境に南側を鹿島田駅入口折返しとする代わりに北側に開設された系統である。平成10年頃、前述の元02と川56及び川57系統開設と同時に運行を開始した。
2009年3月13日をもって廃止。

#### 鶴04系統（新川崎線）
- 鶴04：鶴見駅西口 - 東寺尾 - 池の下 - 鷹野大橋 - 越路 - 新川崎駅入口

1986年10月1日運行開始。鶴見駅西口より、鶴見獅子ヶ谷通り、尻手黒川道路などを経て新川崎駅入口へ至る路線である。2004年に鶴見営業所より移管（臨港グリーンバスへ委託）されたが、2014年2月16日のダイヤ改正で鶴見営業所に再移管された。この際に、神明町営業所担当に伴い廃止された駒岡車庫 - 新川崎駅入口便が復活する形で新設された。

#### 川02系統（日出町線）
- 川02：川崎駅前 - 市役所前 - 台町 - 昭和町 - 日出町 - 殿町 - キングスカイフロント東
- 急行：川崎駅前 - 銀柳街入口 - 江川一丁目 - キングスカイフロント入口 - 浮島橋西 - 浮島橋（記載停留所のみ停車）
- 快速：川崎駅前 - 銀柳街入口 - 久根崎 - 大師 - 江川一丁目 - キングスカイフロント入口 - 浮島橋西 - 浮島橋（記載停留所と久根崎 - 江川一丁目間の各停留所のみ停車）

川崎駅（東口）前から国道132号（富士見通り）等を経て日出町・殿町・浮島橋へ至る路線である。
2003年の臨港グリーンバス委託に伴い当営業所に移管された。2010年に臨港グリーンバスは清算されたがこの時点では引き続き当営業所の担当となった。2021年3月16日のダイヤ改正で塩浜営業所に再移管された。

#### 川21系統（水江町線）
- 川21：川崎駅前 - さつき橋 - 大島四丁目 - 臨港警察署前 - 日立造船入口 - 水江町
- 川21：川崎駅前 - さつき橋 - 大島四丁目 - 臨港警察署前 - 日立造船入口 - 日立造船

主な担当は塩浜営業所で、2000年代までは浜川崎営業所も共管で入っていたが、平日朝夕のラッシュ時には両営業所の車両だけで賄いきれず、神明町営業所の車両も応援に入っていた。神明町営業所に在籍していた方向幕車に川21・川22系統の幕が入っていたのは当時の名残である。

#### 川22系統（三井埠頭線）
- 川22：川崎駅前 - さつき橋 - 浜町二丁目 - 三井埠頭

前述の川21系統と同じく、塩浜営業所が主に担当していたが、応援で神明町営業所の車両が入ることがあった。

#### 川62・原62系統（中原線）
- 川62：川崎駅西口 - 矢向駅前 - 夢見ヶ崎動物公園  （ → 江川町 → ／ ← ひがし前 ← ）  北加瀬 - 苅宿 - 元住吉 - 井田中ノ町 - 大戸小学校 - 中原駅
- 原62：中原駅前 → 中原駅入口 → 井田中ノ町 → 元住吉駅前 → 元住吉（ → 苅宿 → 北加瀬 → 新川崎交通広場）（朝のみ運行）

廃止の経緯については原62系統の項を参照。なお、川崎駅西口から北加瀬までは川61と同じルートを辿るが、川62が運行されていた昭和63年ごろは、川61は現在の木月四丁目先回りではなく、苅宿先回り（現在の川53・54と同じ）であった。そのため元住吉から神田又は矢向駅方面に行こうとした場合、川61は木月四丁目へ、川62は苅宿方面へ向かって走り、北加瀬の手前の矢上交差点で両系統が合流していた。
朝のみ川崎市バスと同様に元住吉駅前のブレーメン通りを通っていたが、近隣の道路工事に伴い迂回運行となった後、復活しないまま廃止された。

#### 杉51・52系統（小杉線）
- 杉51：横須賀線小杉駅 - 小杉駅東口 - 西加瀬 - 北加瀬（ → 南加瀬交番前 →  小倉神社前 → ／ ← 小倉神社裏 ← ）小倉陸橋
- 杉51（入庫便）：横須賀線小杉駅 → 小杉駅東口 → 西加瀬 → 北加瀬 → 南加瀬交番前 → 小倉陸橋
- 杉51（出庫便）：南加瀬交番前 → 小倉陸橋 → 南加瀬原町 → 北加瀬 → 西加瀬 → 小杉駅東口 → 横須賀線小杉駅
- 杉52：横須賀線小杉駅 - 小杉駅東口 - 元住吉 - 北加瀬（ → 南加瀬交番前 →  小倉神社前 → ／ ← 小倉神社裏 ← ）小倉陸橋
- 杉52（入庫便）：横須賀線小杉駅 → 小杉駅東口 → 元住吉 → 北加瀬 → 南加瀬交番前 → 小倉陸橋
- 杉52（出庫便）：南加瀬交番前 → 小倉陸橋 → 南加瀬原町 → 北加瀬 → 元住吉 → 小杉駅東口 → 横須賀線小杉駅

JR横須賀線に武蔵小杉駅が開業したことに伴い、開業2日後の2010年3月15日より運行開始。横須賀線小杉駅および小杉駅東口に乗り入れる一般路線バスとしては本数が最も多く、両系統合わせて平日朝12～13分間隔、日中約20分間隔、夕方以降13～20分間隔、土休日は1時間あたり3～4本で運行されていた。なお入庫便は小倉陸橋終着、出庫便は南加瀬交番前始発となる。行先表示は入庫便の小倉陸橋止まりを除いて、横須賀線小杉駅→中之原住宅前まで「小倉陸橋」、南加瀬交番前からは「横須賀線小杉駅」で運行されていた。
2014年4月1日に武蔵小杉駅東口駅前広場の供用開始に伴い、小杉駅東口への乗り入れを開始し、南武線や東急線の乗り換え等の利便性が向上された。主に中型車が使用されていた（大型車で運行される場合もあり）。
2019年3月16日のダイヤ改正で川54と杉51・52を再編して川55系統を新設することになった。これにより杉51・52系統は廃止された。

#### 系統番号付与以前の路線
昭和30年代から40年代にかけて以下の路線があったことが確認されている。
川崎小杉線
川崎駅前 - 幸警察署前 - 正教寺前 - 小向西町 - 下平間 - 上平間 - 中丸子 - 丸子橋 - 陣屋町 - 小杉町 - 小杉駅前
- 川崎市バス小倉循環線川81系統と神明町線川74系統を、上平間を軸につなぎ合わせたようなもの。川54系統と同じく柳町経由で川崎駅東口を発着していた。1970年（昭和45年）12月20日付で休止、1971年（昭和46年）11月1日限りで廃止

新城線
川崎駅前 - 北加瀬 - 苅宿 - 元住吉 （ → 木月四丁目 → ／ ← 元住吉駅前 ← 井田交番前 ← ） 井田 - 子母口 - 新城駅前
- 江ヶ崎線と、川崎市バスの杉04系統をつなぎ合わせたような路線。元住吉営業所の廃止に伴い、1972年（昭和47年）8月25日限りで元住吉と新城駅前の間を廃止。

末吉橋経由三ツ池公園線
川崎駅前 - 尻手駅前 - 末吉橋 - 梶山 - 三ツ池公園
- 川51系統の変形で、末吉橋西詰を直進して横浜市営バスの梶山停留所を通り、さらに鶴07系統の三ッ池公園まで行く路線だった。1971年5月25日限りで廃止。

川崎新横浜線
川崎駅前 - 尻手駅前 - 末吉橋 - 駒岡不動尊前 - 師岡町 - 新横浜駅
- 末吉橋経由三ツ池公園線を、鶴見営業所の三ツ池公園線・新横浜線とつなぎ合わせ、1971年5月26日付で運行開始したが、元住吉営業所の廃止に伴い、1972年（昭和47年）8月25日限りで廃止。

労災病院東洋埠頭線
労災病院前 - 元住吉 - 木月四丁目 - 石神橋 - 北加瀬 - ひがし前 - 小倉 - 矢向駅前 - 中幸町 - 川崎駅前 - さつき橋 - 追分 - 四ッ角 - 東洋埠頭前
- 小倉線と塩浜営業所の三井埠頭線をつなぎ合わせたものの、三井埠頭線終点の三井埠頭ではなく、市バス川13系統終点の「扇町」バス停がある東洋埠頭に発着した路線。元住吉営業所の廃止に伴い、1972年（昭和47年）8月25日限りで廃止。

苅宿小田中線
北加瀬 - 三菱自動車前 - 元住吉 - 井田仲町 - 北島 - 新城小学校前
- 中原線の変形と言っても良く、三菱自動車工業川崎自動車製作所（現・三菱ふそうトラック・バス川崎製作所）と中原区下新城の同社社宅を結ぶ通勤輸送に特化した路線。1975年（昭和50年）6月30日限りで廃止。

川崎駒岡線
川崎駅前 - 尻手駅前 - 末吉橋 - 三ツ池公園入口 - 鶴見営業所前
- 川崎新横浜線を鶴見営業所前（現・駒岡車庫停留所）までに短縮した路線である。1975年6月30日限りで廃止。これにより、三ッ池公園から川崎市内へ直行できる路線が消滅した。

小倉線
川崎駅前 - 矢向駅前 - 小倉新田 - 住友ベークライト前 - 江川町 - 一本橋 - 北加瀬
- 矢向駅前方面から江ヶ崎陸橋を渡ると右折し小倉方面に向かっていた路線。狭隘路線のため、廃止に至るまで中扉1つだけが設けられたツーマンカーで運行され車掌が乗務していた。1975年の路線再編に合わせてツーマン車が一掃されたため、同年6月30日限りで廃止。2024年現在、住友ベークライト前改め南加瀬交番前→小倉新田（現在は小倉下町）間は一方通行路になっている。

### 高速バス路線
高速バス路線は、2017年（平成29年）6月5日付で塩浜営業所へ移管された。

#### アクアライン高速バス

##### 川崎木更津線
- 川崎駅前 - 浮島バスターミナル - 海ほたる - 袖ヶ浦バスターミナル - 木更津駅東口
- 川崎駅前 - 浮島バスターミナル - 袖ヶ浦バスターミナル - 木更津駅東口
- 川崎駅前 → 浮島バスターミナル → 木更津駅東口
- 浮島バスターミナル - 袖ヶ浦バスターミナル - 木更津駅東口
- 浮島バスターミナル → 木更津駅東口

（小湊鉄道塩田営業所→木更津営業所・日東交通木更津運輸営業所と共同運行。2004年3月31日まで川崎市バス塩浜営業所、2019年3月31日まで京浜急行バス羽田営業所→新子安営業所、2024年5月31日まで東京湾横断道路サービスも共同運行に参加）
1997年（平成9年）、東京湾アクアライン開通と同時に運行開始。当初は当営業所担当だったが、当営業所の臨港グリーン管理委託に伴い、2003年（平成15年）11月16日付で浜川崎営業所に移管。管理委託解除後の2011年4月に当営業所へ再移管された。
2017年6月5日付で塩浜営業所へ移管。
臨港バス唯一の整理券方式運賃後払い路線である。

##### 三井アウトレット木更津線
- 川崎駅前 - 三井アウトレットパーク木更津（京浜急行バス新子安営業所、小湊鉄道塩田営業所と共同運行）

2012年4月12日運行開始。
2017年6月5日付で塩浜営業所へ移管。

#### 横浜東扇島線
- 横浜駅東口（YCAT）-（東扇島地区・東扇島西地区）- かわさきファズ・かわさきファズ正門前（京浜急行バス羽田営業所→横浜京急バス→京浜急行バス杉田営業所と共同運行）

横浜駅と川崎区臨海部を結ぶ通勤路線。2002年（平成14年）10月1日運行開始。川崎木更津線と同じく、臨港グリーンバスへの管理委託に伴い2003年（平成15年）11月16日付で浜川崎営業所に移管後、2011年4月に再移管された。
2017年6月5日付で塩浜営業所へ移管。

#### 横浜浮島線
- 横浜駅東口 -（浮島・小島地区）- 江川一丁目（横浜京急バス→京浜急行バス杉田営業所と共同運行）

横浜駅と川崎区臨海部を結ぶ通勤路線。2011年4月上旬より運行開始。平日・土曜朝の江川一丁目行きと、平日・土曜夕方の横浜駅東口行きが設定されている。2013年7月16日より、横浜駅東口ではのりばがYCAT6番のりばから東口バスターミナル16番のりば（そごう横浜店1階）に変更され、おりばも東口バスターミナル6番に変更された。
2017年6月5日付で塩浜営業所へ移管。

## 車両

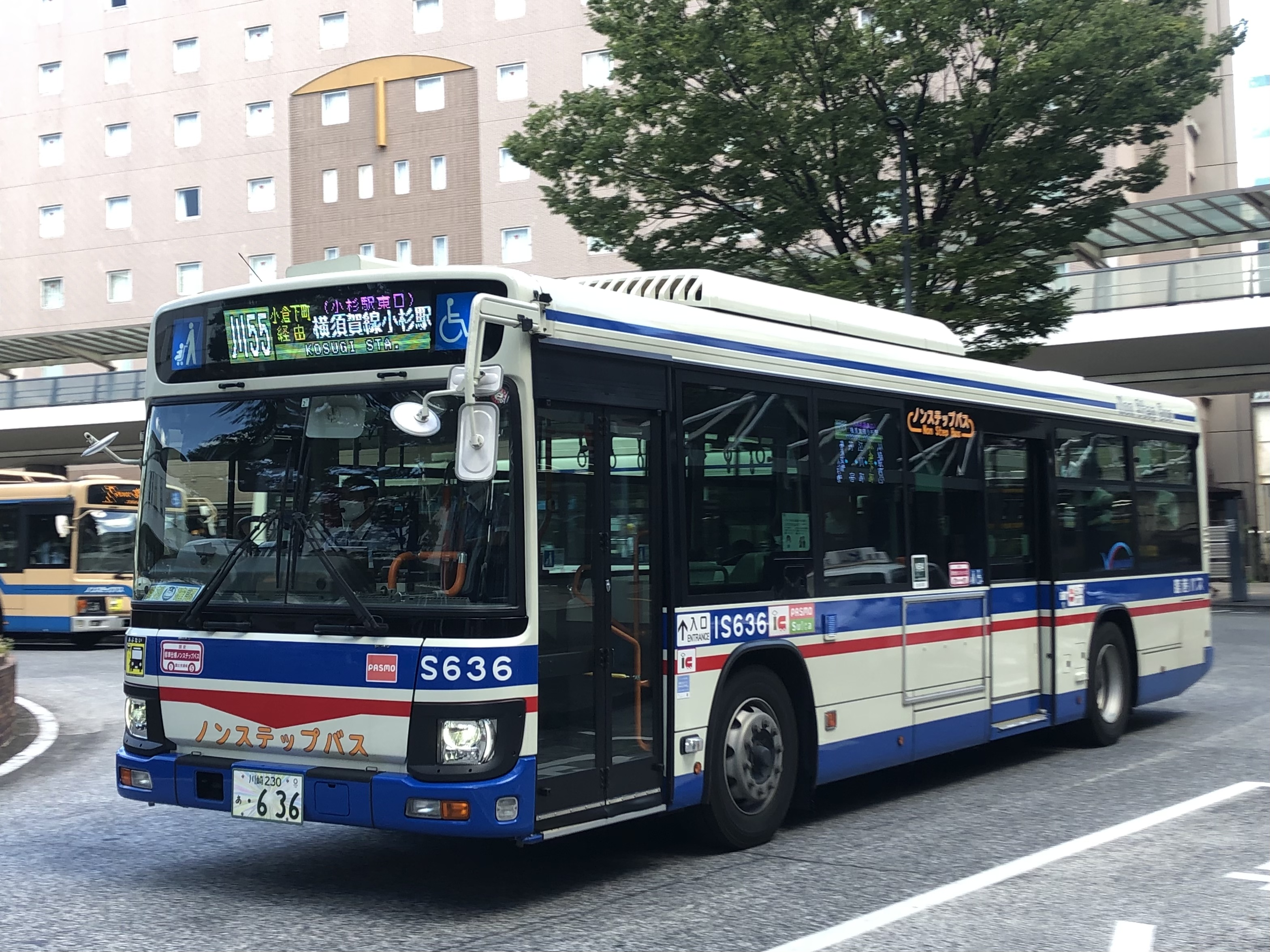
神明町営業所の車両 (1S636号車)
いすゞ・エルガ
2DG-LV290N3、2020年式

日出町線の殿町バス停に川崎工場（旧：川崎製造所）があったいすゞ自動車を指定メーカーとする。
1999年までは、同じくいすゞ車が指定だった塩浜営業所と異なり、富士重工業製ボディを架装していた。2000年代の一時期は大型9m車（エルガLT）や中型車（エルガミオ）の割合がやや高かった。2010年代に入ると大型ノンステップバスのエルガの導入が進み、再び大型車主体になっている。2012年からはエルガのAT車も導入されている。
2020年11月に1S420,1S421が除籍されたのを最後に神明町から中型車が消滅。大型車での運行に統一された。
臨港グリーンバス所属車は、2010年4月までに全車が営業所記号を「GK」から「S」に書き換えた上で臨港バスに移籍した。臨港グリーンバスからの移籍車は全て当営業所に配置され、元臨港グリーンバスの車両は社番の付番方法が異なり、001から011が付与されているので判別可能である。
高速路線車・貸切車は、三菱ふそう・エアロバスやいすゞ・ガーラ（初代）を導入していた。
また、横浜東扇島線・横浜浮島線用にいすゞ・エルガの長尺ワンステップ高出力車（ワンロマ）を導入し、増便やバリアフリー化による経年車置き換えで近年でも導入が続けられていたが、2014年4月に高速通勤バスを塩浜営業所へ移管したため、2014年7月からの浮島橋線増発のための専用車となった。ワンロマ車は2021年3月に路線移管に伴い塩浜に転属している。

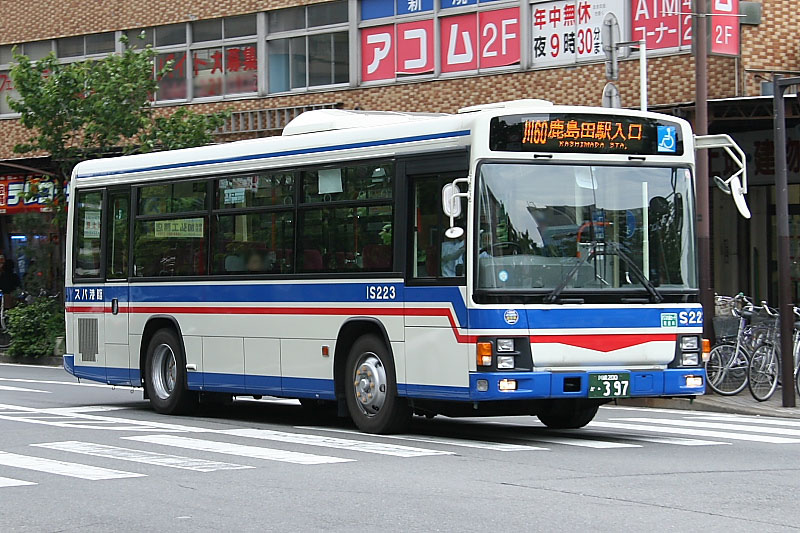
大型短尺車（エルガLT）
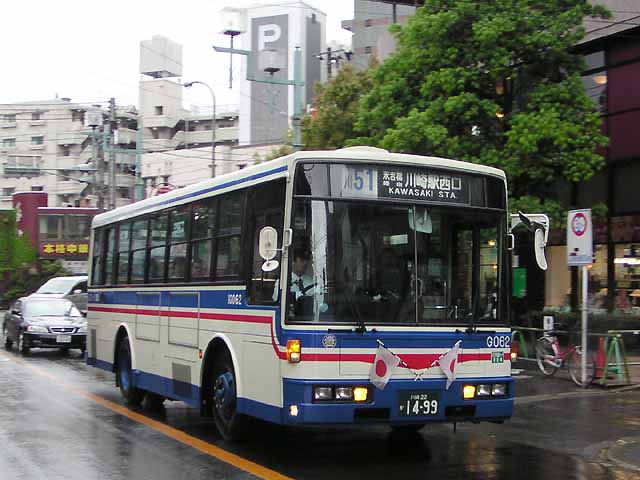
富士重工業製車体を架装した大型短尺車 (1G062号車) いすゞ・LT KC-LT333J、1996年式 臨港グリーンバスへの移籍車
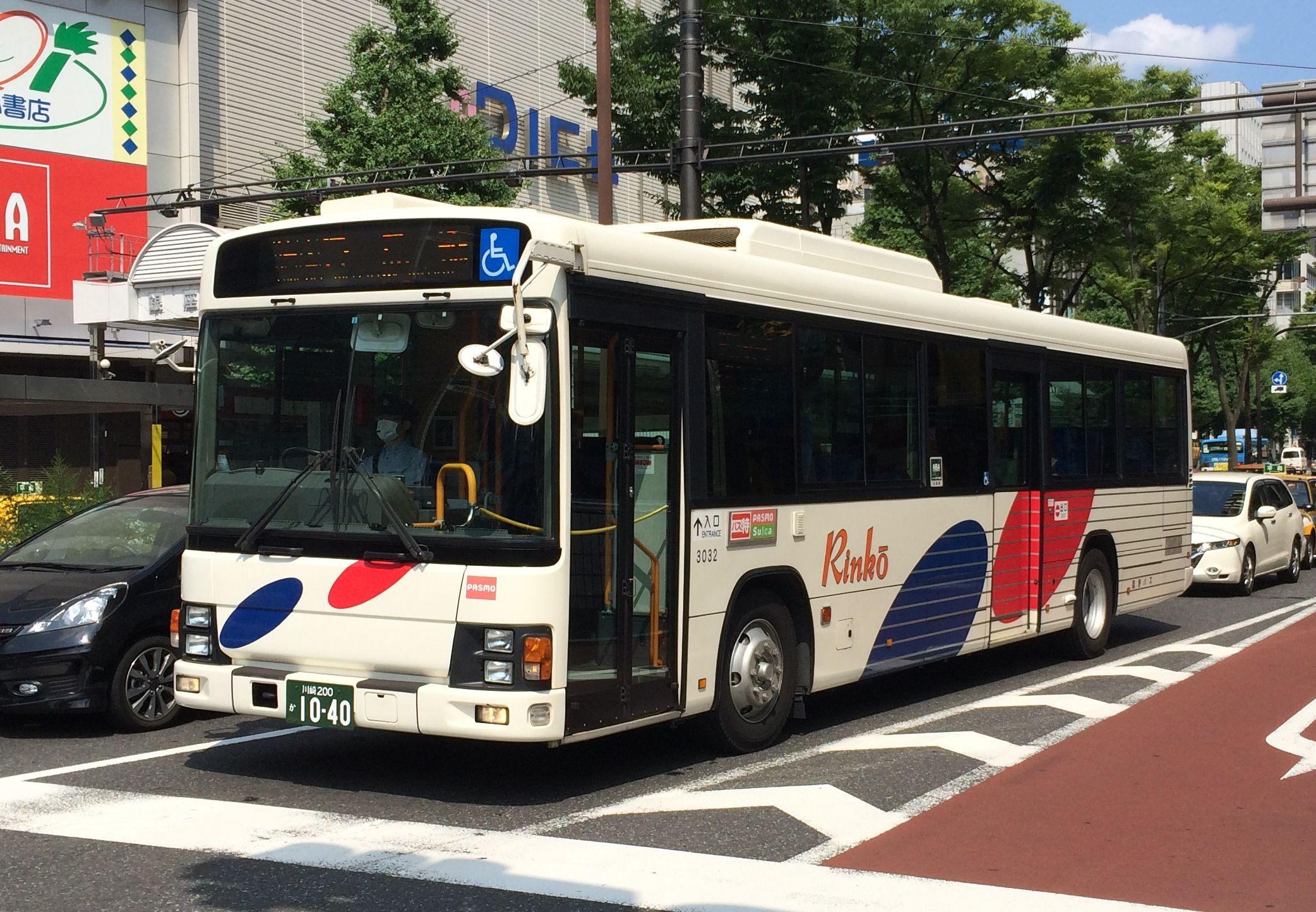
ワンロマ車（エルガ）
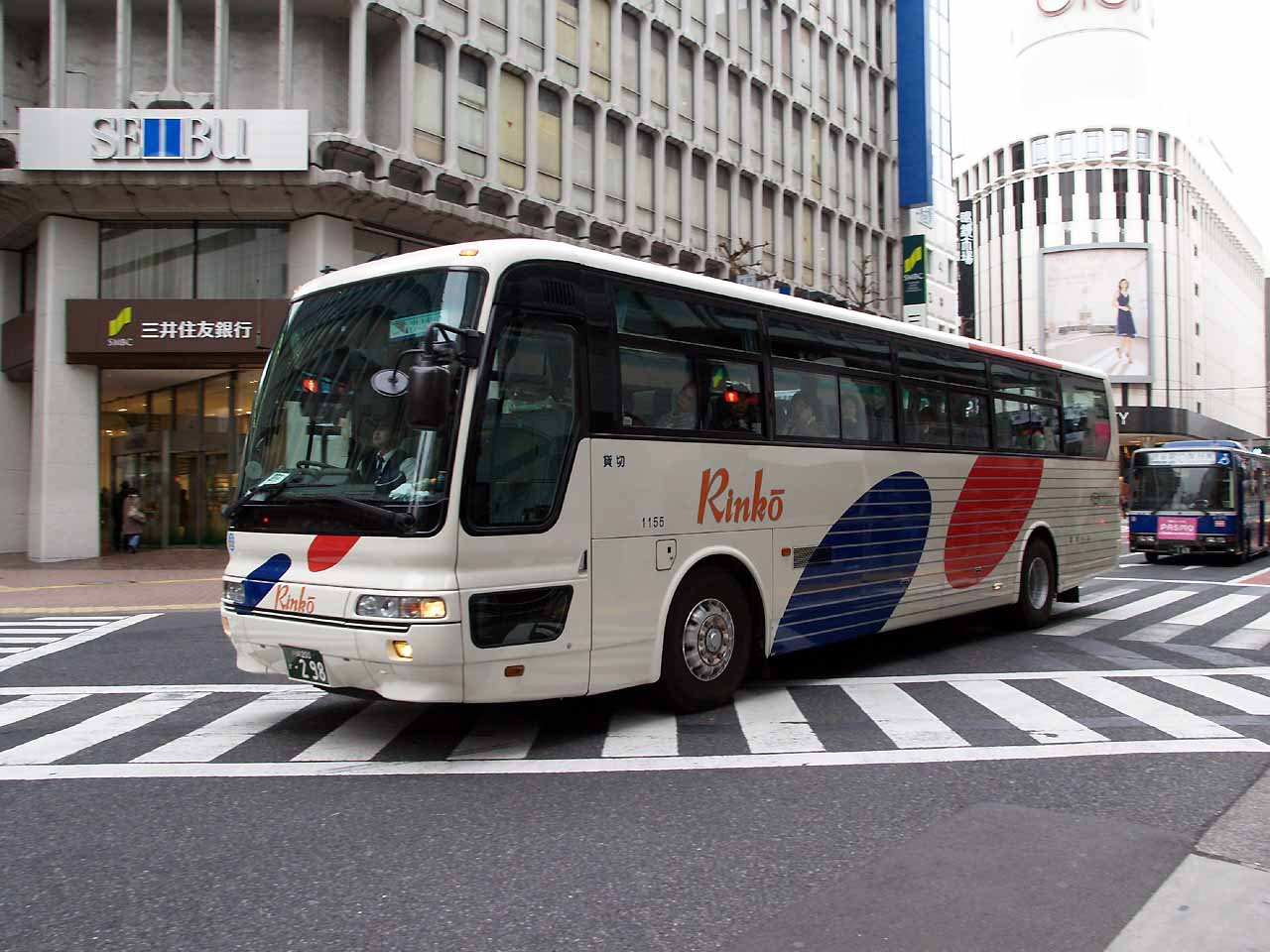
貸切車（エアロバス）

- 富士重工業製車体を架装した大型短尺車
 (1G062号車)
いすゞ・LT 
KC-LT333J、1996年式
臨港グリーンバスへの移籍車
- ワンロマ車（エルガ）
- 貸切車（エアロバス）